# Six Flags Discovery Kingdom
Koordinaten: 38° 8′ 16″ N, 122° 13′ 48″ W
Six Flags Discovery Kingdom ist ein US-amerikanischer Freizeitpark der bekannten Freizeitparkgruppe Six Flags. Der 55 ha große Park befindet sich in Vallejo, Kalifornien, und wurde 1986 als Marine World zunächst in Redwood City eröffnet.
1972 fand die Umbenennung in Marine World Africa USA und nach der 1985er Saison wurde der Park nach Vallejo versetzt. Der Park wurde 1996 von Premier Parks erworben und 1998 in New Marine World Theme Park umbenannt. Nachdem Premier Parks von Six Flags aufgekauft wurde, fand 1999 die Umbenennung in Six Flags Marine World statt, unter dessen Namen der Park bis 2006 betrieben wurde.
Bis zur Übernahme des Parks durch Premier Parks gab es im Park keinerlei Fahrgeschäfte.

## Attraktionen

### Achterbahnen
| Name                       | Typ                                                 | Hersteller                  | Eröffnungsjahr | Bemerkungen                                                                                     | Weblinks |
| -------------------------- | --------------------------------------------------- | --------------------------- | -------------- | ----------------------------------------------------------------------------------------------- | -------- |
| Batman The Ride            | Wing Coaster, 4th-Dimension-Coaster                 | S&S – Sansei Technologies   | 2019           |                                                                                                 |          |
| Boomerang Coast to Coaster | Shuttle Coaster                                     | Vekoma                      | 1998           |                                                                                                 |          |
| Cobra                      | Familienachterbahn                                  | Zierer Rides                | 2000           |                                                                                                 |          |
| Flash: Vertical Velocity   | Inverted Coaster, Launched Coaster, Shuttle Coaster | Intamin                     | 2001           | Fuhr bis 2018 unter dem Namen Vertical Velocity. Ist der einzige Impulse Coaster mit Inversion. |          |
| Joker                      | Hybrid Coaster                                      | Rocky Mountain Construction | 2016           |                                                                                                 |          |
| Kong                       | Inverted Coaster                                    | Vekoma                      | 1998           | Ursprünglich 1995 als Hangman in Opryland USA eröffnet und fuhr dort bis 1997.                  |          |
| Medusa                     | Floorless Coaster                                   | Bolliger & Mabillard        | 2000           |                                                                                                 |          |
| Roadrunner Express         | Familienachterbahn                                  | Zamperla                    | 1999           |                                                                                                 |          |
| Sidewinder Safari          | Wilde Maus, Spinning Coaster                        | Zamperla                    | 2022           |                                                                                                 |          |
| Superman Ultimate Flight   | Launched Coaster                                    | Premier Rides               | 2012           | Die erste Auslieferung des Modells Sky Rocket II des Herstellers.                               |          |

#### Ehemalige Achterbahnen
| Name                       | Typ                                  | Hersteller                   | Eröffnungsjahr | Schließungsjahr | Bemerkungen | Weblinks |
| -------------------------- | ------------------------------------ | ---------------------------- | -------------- | --------------- | --- | -------- |
| Greased Lightnin'          | Launched Coaster, Shuttle Coaster    | Schwarzkopf                  | nie eröffnet   | nie eröffnet    | Ursprünglich 1977 als Tidal Wave in Marriott’s Great America (dem heutigen California’s Great America) eröffnet und fuhr dort bis 2002 (ab 1999 unter dem Namen Greased Lightnin). Von 2003 bis 2006 war die Bahn eingelagert in Six Flags Discovery Kingdom, wobei mittlerweile einige Teile der Bahn als Ersatzteile für Greased Lightnin im Schwesterpark Six Flags Kentucky Kingdom verwendet wurden. Sie wurde in Six Flags Discovery Kingdom nie errichtet. |          |
| Harley Quinn Crazy Coaster | Powered Coaster, Single Rail Coaster | Skyline Attractions          | 2018           | 2019            | Wurde nach nur einem Jahr Betrieb wieder geschlossen, stand allerdings noch bis 2021 im Park. Die einzige weitere Auslieferung vom Modell Skywarp ist Tidal Twister in SeaWorld San Diego. |          |
| Pandemonium                | Spinning Coaster                     | Gerstlauer Amusement Rides   | 2008           | 2012            | Fuhr bis 2010 unter dem Namen Tony Hawk's Big Spin. Seit 2013 fährt sie unter dem Namen Joker in Six Flags Mexico ihre Runden. |          |
| Roar                       | Holzachterbahn                       | Great Coasters International | 1999           | 2015            | |          |
| Zonga                      | Stahlachterbahn mit Inversionen      | Schwarzkopf                  | 2003           | 2004            | Siehe Hauptartikel Thriller (Achterbahn). |          |